# Rosporden
Rosporden è un comune francese di 7 252 abitanti situato nel dipartimento del Finistère nella regione della Bretagna.
Il territorio comunale è attraversato dal fiume Aven.

## Società

### Evoluzione demografica
Abitanti censiti